# Dal si hádat
Dal si hádat je komická opera o jednou dějstvích českého spisovatele a skladatele Václava Červinky na libreto jeho manželky, spisovatelky Marie Červinkové-Riegrové.

## Vznik, charakteristika a historie
Dcera Františka Ladislava Riegra Marie byla od roku 1874 provdána za Václava Červinku, správce Riegrova statku v Malči, který byl dobrým pianistou a hudebníkem. Červinka zhudebnil některé verše své manželky, zejména cyklus „Zpěvy Slovanské“, a poté pro něj Marie Červinková psala libreto ke komické opeře Lesť nad sílu, které však nedokončila a místo toho napsala počátkem 80. let 19. století jiné libreto jednoaktové komické opery z venkovského prostředí pod názvem Dal si hádat. Vznikla pro rodinné použití, protože celá Riegrova rodina pěstovala amatérsky hudbu, a podle vzpomínek Mariiny sestry Libuše Bráfové ji rodina poprvé provedla na svém zámku v Malči roku 1882. Byl to až po tvorbu kulis rodinný podnik, Václav Červinka doprovázel na klavír a hráli členové rodiny (Rieger, jeho manželka Marie Riegrová-Palacká, syn Bohuš, dcera Libuše), jen místo ochuravělé Marie zazpívala hlavní dámskou úlohu rodinná přítelkyně Anna Lauermannová. Tato opera zůstala dlouho omezena na rodinný kruh Riegrů. Červinka ji – bez manželčina souhlasu – roku 1888 nabízel Národnímu divadlu k využití při slavnostním představení na počest 70. narozenin F. L. Riegra, ale to ji odmítlo.

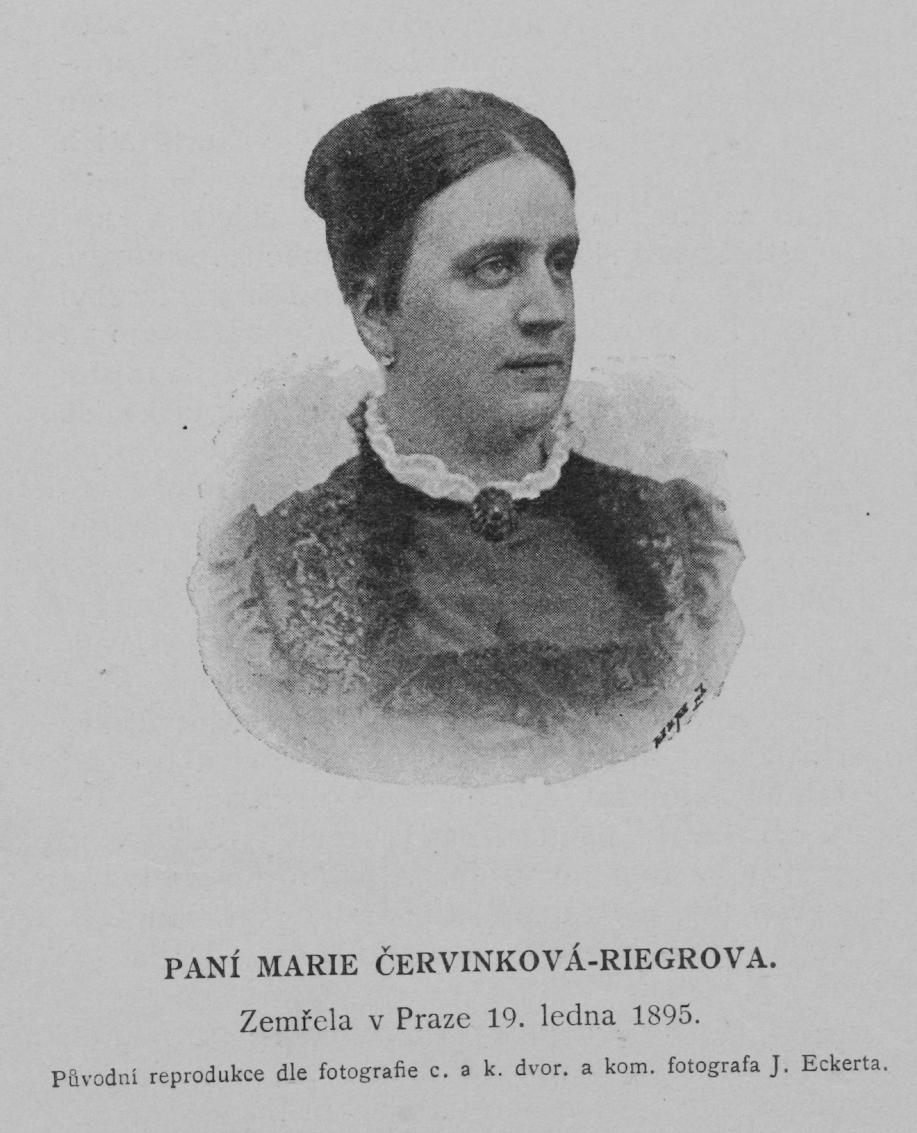
Libretistka Marie Červinková-Riegrová

Profesionální premiéru připravila o deset let později divadelní společnost Vendelína Budila, která střídala působiště a měla vedle činohry v repertoáru méně náročné opery. Skladatel pro tuto příležitost operu, která dosud existovala jen s průvodem klavíru, zorchestroval. Společnost nastudovala aktovku Dal si hádat velmi pečlivě, se sborem a orchestrem zesíleným o místní ochotníky, a premiéru uvedla v Chrudimi – nedaleko od Malče a v přítomnosti Václava Červinky – 9. února 1892 v kombinaci s Blodkovou operou V studni. Vynikající bylo i obsazení – roli mlynáře hrál slavný basista Vilém Heš a roli Terinky sopranistka Anna Součková, oba jako hosté z Národního divadla, Terinčina mládence hrál Bohumil Pták, pozdější tenorista Národního divadla a mj. první Princ v Dvořákově Rusalce. Podle Budilových pamětí bylo přijetí v naplněném divadle velmi příznivé, zejména Vilík Heš si obecenstvo podmanil, a premiéra Dal si hádat byla i nejvýnosnějším večerem jeho sezóny. Budil ji v následujícím měsíci nabízel i v Táboře, později však z jeho repertoáru zmizela; nejsou zprávy, že by ji byl uvedl v Národním divadle v Brně, kde zajišťoval celou sezónu 1892/93, ani ve svých letních působištích v Praze a Plzni.

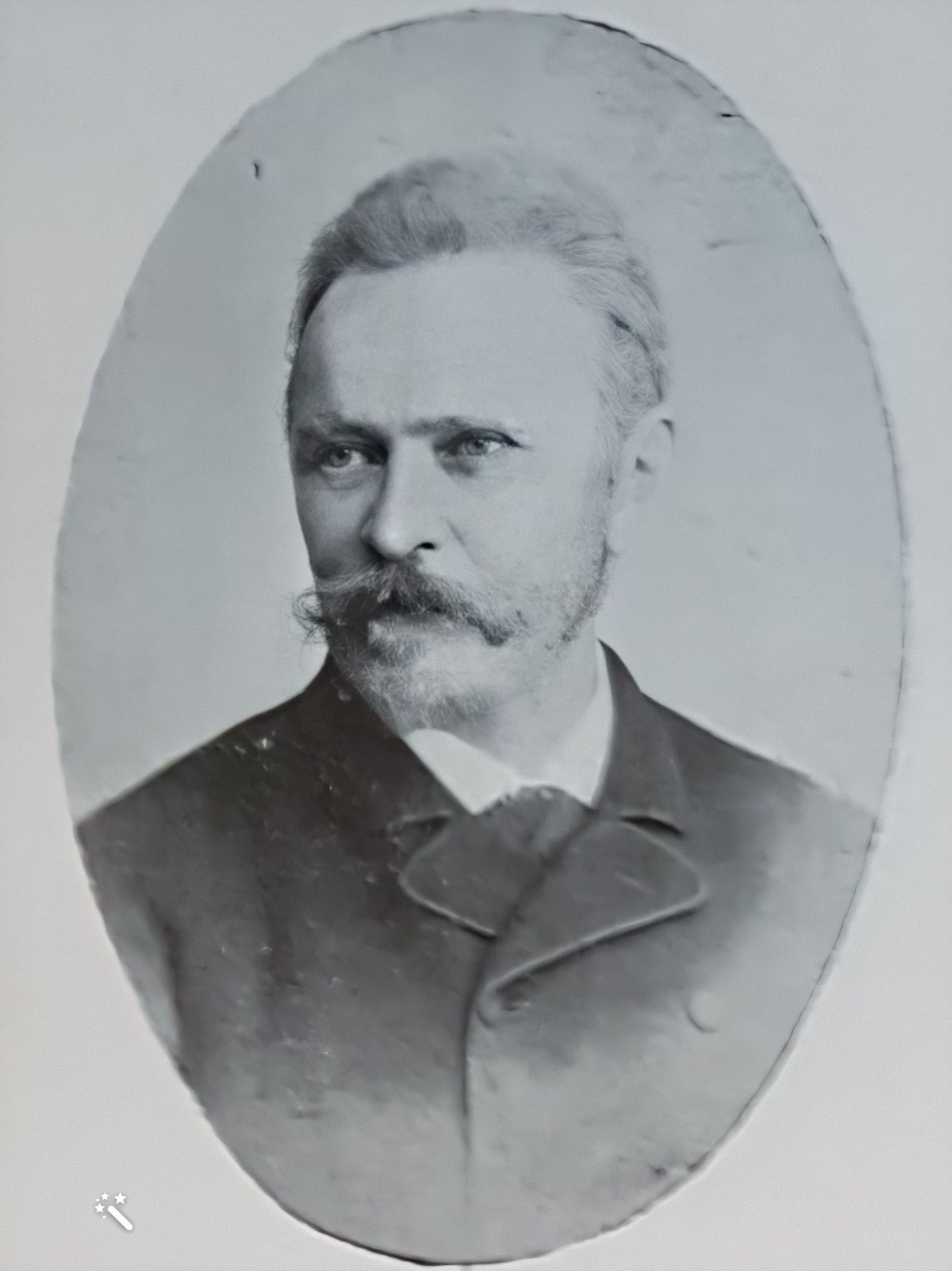
Spisovatel a skladatel Václav Červinka

Pražskou premiéru oproti tomu představila jiná divadelní společnost, totiž soubor Jana Pištěka. Konala se 5. července 1894 v tehdejším Pištěkově působišti Letním divadle na Královských Vinohradech, a to v kombinaci s Offenbachovou operetou Svatba při lucernách. Ani v tomto případě se opera Dal si hádat na repertoáru společnosti neuchytila a jiná profesionální divadla ji nenastudovala.
Dobových soudů o této „roztomilé hříčce“ se mnoho nedochovalo. Dopisovatel Národních listů z Chrudimi při příležitosti profesionální premiéry Dal si hádat chválí jednoznačně text, který „je zvlášť v prostonárodním svém tonu zdařilý a scénicky účinný“. Rovněž Červinkova hudba prý „zejména též v prostonárodním rázu svém je šťastna. Pěkné melodické myšlenky a vtipné nápady hudební jsou v sólových zpěvech, zvlášť pak ve sborech zpracovány v účinný celek.“ Naopak slabinou bylo příliš romantické zpracování čarodějnické scény, která měla být komická, a rozvleklý závěr; nezkušenost skladatele prozrazovaly nedostatky v hudebně-technickém zpracování. Podle noticky v hudebním časopise Dalibor byla opera Dal si hádat „asi v genru Bendlova Starého ženicha“.
Vedle opery Dal si hádat Marie Červinková-Riegrová zamýšlela pro svého muže libreto k delší komické opeře Zmařená svatba, jež však nakonec zhudebnil Karel Šebor. Později napsala libreta pro opery Dimitrij a Jakobín Antonína Dvořáka.

## Osoby a první obsazení

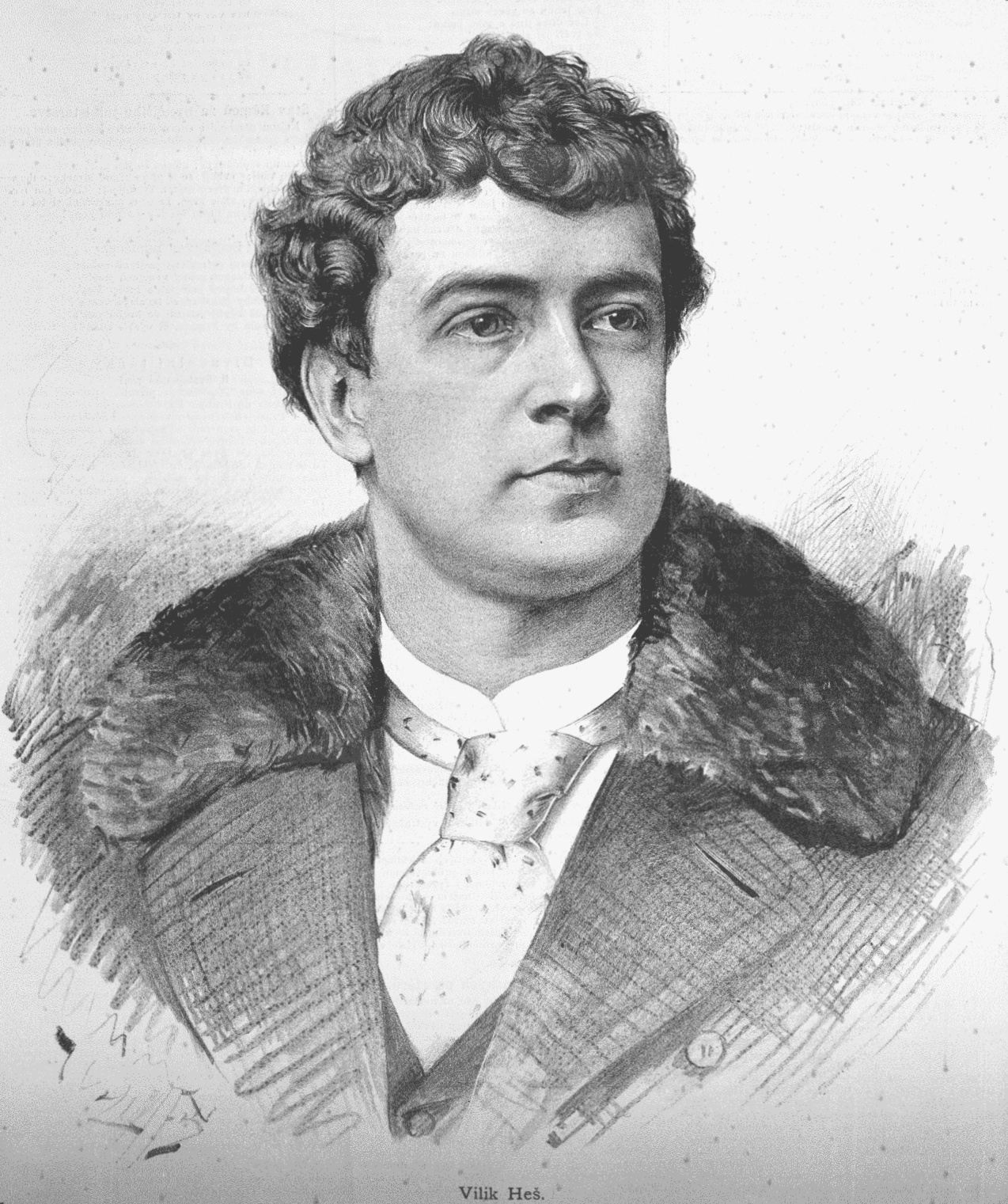
Pěvec Vilík Heš, kresba Jana Vilímka

| osoba                                      | hlasový obor | premiéra (9. 2. 1892) |
| ------------------------------------------ | ------------ | --------------------- |
| Šimůnek, mlynář                            | bas          | Vilém Heš             |
| Terinka, jeho neť                          | soprán       | Anna Součková         |
| Lída, její přítelkyně z města              | soprán       | Božena Kadeřábková    |
| Pavel Skála, myslivec, Terinčin ženich     | tenor        | Bohumil Pták          |
| Vojta, selský hoch                         | …            | Alois Charvát         |
| Lizinka, služka ve mlýně                   | …            | Anna Zelenková        |
| Vesničtí hoši a děvčata                    |              |                       |
| Dirigent: Max Philip(p), režie: Josef Malý |              |                       |

## Děj opery
Odehrává se v pohorském mlýně v den sv. Tří králů; děj proto provází lidové obřady, při nichž vesnická chasa pouští u mlýna po vodě světýlka, lije olovo apod. Terinka, neteř mlynáře Šimůnka, si má brzy brát myslivce Pavla Skálu, ten na ni ale nesmírně žárlí, což se Terince nelíbí. Lída, Terinčina duchaplná přítelkyně z města, vymyslí, jak uštědřit důvěřivému nápadníkovi lekci. Převleče se za hadačku a hádá mu budoucnost: „přičaruje“ mu její obraz a Pavel se zděšením vidí Terinku v objetí svého soka. Ztropí scénu, ale ukáže se, že domnělým sokem je pantáta ze mlýna, Terinčin starý strýc. Výsměch, kterým nachytaného Pavla zahrne vesnická chasa, jej snad ze žárlivosti vyléčí.